# 小行星8121
小行星8121（8121 Altdorfer）是一颗绕太阳运转的小行星，为主小行星带小行星。该小行星于1960年9月24日发现。

## 轨道参数
小行星8121的轨道半长轴为2.2372806 UA，离心率为0.102。